# Jagenbruch und Kleingewässerlandschaft bei Hildebrandshagen (MV)
Jagenbruch und Kleingewässerlandschaft bei Hildebrandshagen (MV) este o arie protejată (arie specială de conservare — SAC, sit de importanță comunitară — SCI) din Germania întinsă pe o suprafață de 73 ha, integral pe uscat.

## Localizare
Centrul sitului Jagenbruch und Kleingewässerlandschaft bei Hildebrandshagen (MV) este situat la coordonatele 53°24′55″N 13°37′30″E / 53.4153°N 13.625°E.

## Înființare
Situl Jagenbruch und Kleingewässerlandschaft bei Hildebrandshagen (MV) a fost declarat sit de importanță comunitară în aprilie 2004 pentru a proteja 2 specii de animale. Situl a fost protejat și ca arie specială de conservare în august 2016.

## Biodiversitate
Situată în ecoregiunea continentală, aria protejată conține 1 habitat natural: Lacuri eutrofice naturale cu vegetație de tip Magnopotamion sau Hydrocharition.
La baza desemnării sitului se află mai multe specii protejate:
- amfibieni (1): buhai de baltă cu burta roșie (Bombina bombina)
- mamifere (1): vidră de râu (Lutra lutra)